# Championnat d'Australie de football 1990-1991
Navigation
Saison précédente Saison suivante
La saison 1990-1991 du Championnat d'Australie de football est la quinzième édition du championnat de première division en Australie.
La NSL (National Soccer League) regroupe quatorze clubs du pays au sein d'une poule unique, où ils s'affrontent deux fois au cours de la saison régulière, à domicile et à l'extérieur. En fin de saison, les deux derniers du classement sont relégués et remplacés par les deux meilleurs clubs des championnats d'État. Le titre se dispute entre les cinq premiers de la première phase par le biais des play-off.
C'est le club de South Melbourne FC qui remporte la compétition après avoir battu lors du Grand Final l'autre club de la ville, Melbourne Croatia FC, après la séance de tirs au but. C'est le second titre de champion d'Australie de l'histoire du club, après celui remporté en 1984.

## Les clubs participants
| - Marconi Fairfield - Wollongong Wolves - Adelaide City FC - APIA Leichhardt Tigers - Sydney Olympic FC - Sunshine George Cross FC - Parramatta Eagles | - Heidelberg United - Promu en National Soccer League - South Melbourne FC - Saint-George Saints FC - Preston Lions SC - Melbourne Croatia FC - Sydney Croatia FC - Wollongong Makedonia - Promu en National Soccer League |

## Compétition

### Phase régulière
Le barème utilisé pour établir le classement est le suivant :
- Victoire : 2 points
- Match nul : 1 point
- Défaite : 0 point

| Rang | Équipe                 | Pts | J  | G  | N  | P  | Bp | Bc | Diff |
| ---- | ---------------------- | --- | -- | -- | -- | -- | -- | -- | ---- |
| 1    | Melbourne Croatia FC   | 37  | 26 | 15 | 7  | 4  | 55 | 39 | +16  |
| 2    | South Melbourne FC     | 34  | 26 | 14 | 6  | 6  | 45 | 33 | +12  |
| 3    | Adelaide City FC       | 33  | 26 | 12 | 9  | 5  | 40 | 24 | +16  |
| 4    | Marconi Fairfield      | 31  | 26 | 14 | 3  | 9  | 48 | 33 | +15  |
| 5    | Parramatta EaglesC     | 29  | 26 | 10 | 9  | 7  | 38 | 31 | +7   |
| 6    | Sydney Olympic FCT     | 29  | 26 | 8  | 13 | 5  | 31 | 25 | +6   |
| 7    | Sydney Croatia FC      | 26  | 26 | 8  | 10 | 8  | 27 | 33 | -6   |
| 8    | Preston Lions SC       | 25  | 26 | 8  | 9  | 9  | 26 | 27 | -1   |
| 9    | Wollongong Wolves      | 24  | 26 | 8  | 8  | 10 | 32 | 34 | -2   |
| 10   | Saint-George Saints FC | 22  | 26 | 6  | 10 | 10 | 34 | 41 | -7   |
| 11   | APIA Leichhardt Tigers | 21  | 26 | 7  | 7  | 12 | 27 | 28 | -1   |
| 12   | Heidelberg UnitedP     | 21  | 26 | 6  | 9  | 11 | 26 | 37 | -11  |
| 13   | Sunshine George Cross  | 17  | 26 | 7  | 3  | 16 | 39 | 53 | -14  |
| 14   | Wollongong MacedoniaP  | 15  | 26 | 3  | 9  | 14 | 23 | 53 | -30  |

|  | Qualification pour les play-off                                                            |
|  | Relégation en championnat régional                                                         |
|  | T: Tenant du titre C: Vainqueur de la Coupe d'Australie P: Promu en National Soccer League |

### Play-offs
|          | Preliminary | Preliminary                     | Preliminary |                                                                                                |  | Semi Final | Semi Final           | Semi Final |  |  | Preliminary Final  | Preliminary Final |  |  | Grand Final            | Grand Final |
|          |             |                                 |             |                                                                                                |  |            |                      |            |  |  |                    |                   |  |  |                        |             |
|          |             |                                 |             |                                                                                                |  |            |                      |            |  |  |                    |                   |  |  |                        |             |
|          |             |                                 |             |                                                                                                |  | 1          | Melbourne Croatia FC | 1          |  |  |                    |                   |  |  |                        |             |
|          |             |                                 |             |                                                                                                |  |            | South Melbourne FC   | 0          |  |  |                    |                   |  |  |                        |             |
|          |             |                                 |             |                                                                                                |  |            |                      |            |  |  |                    |                   |  |  | Melbourne Croatia FC   | 1 (4)       |
|          |             |                                 |             |                                                                                                |  |            |                      |            |  |  |                    |                   |  |  | South Melbourne FC tab | 1 (5)       |
|          | 2           | South Melbourne FC              | 4           |                                                                                                |  |            |                      |            |  |  | South Melbourne FC | 1                 |  |  |                        |             |
|          | 3           | Adelaide City FC                | 3           |                                                                                                |  |            |                      |            |  |  | Adelaide City FC   | 0                 |  |  |                        |             |
|          |             |                                 |             |                                                                                                |  |            | Adelaide City FC     | 1          |  |  |                    |                   |  |  |                        |             |
|          |             |                                 |             |                                                                                                |  |            | Marconi Fairfield    | 0          |  |  |                    |                   |  |  |                        |             |
|          | 4           | Marconi Fairfield tab           | 3 (7)       |                                                                                                |  |            |                      |            |  |  |                    |                   |  |  |                        |             |
|          | 5           | Parramatta Eagles               | 3 (6)       |                                                                                                |  |            |                      |            |  |  |                    |                   |  |  |                        |             |
|          |             |                                 |             | \| Légende: \| \| Progression de l'équipe défaite \| \| Progression de l'équipe victorieuse \| |  |            |                      |            |  |  |                    |                   |  |  |                        |             |
| Légende: |             | Progression de l'équipe défaite |             | Progression de l'équipe victorieuse                                                            |  |            |                      |            |  |  |                    |                   |  |  |                        |             |

## Bilan de la saison
| Championnat d'Australie de football 1990-1991 |                                  |
| Champion                                      | South Melbourne FC (2e titre)    |
| Coupes et trophées                            |                                  |
| Vainqueur de la Coupe d'Australie 1990-1991   | Parramatta Eagles                |
| Promotions et relégations                     |                                  |
| Promus en Championnat d'Australie de football | West Adelaide SC                 |
| Promus en Championnat d'Australie de football | Newcastle Breakers               |
| Promus en Championnat d'Australie de football | Brisbane United                  |
| Relégués                                      | Sunshine George Cross            |
| Relégués                                      | Wollongong Makedonia             |
| Relégués                                      | Saint-George Saints FC (retrait) |